# L'Expérience interdite : Flatliners
Ne doit pas être confondu avec L'Expérience interdite.
Série
L'Expérience interdite
(1990)
Pour plus de détails, voir Fiche technique et Distribution.
L'Expérience interdite : Flatliners ou Lignes interdites au Québec (Flatliners) est un film de science-fiction horrifique américano-canadien réalisé par Niels Arden Oplev, sorti en 2017. Il s'agit d'un remake-suite de L'Expérience interdite de Joel Schumacher sorti 1990 qui traite d’expérience de mort imminente.

## Synopsis
La mort, un point que tout médecin rêve d'élucider afin de mieux préparer les personnes à ce moment. Malgré les dangers que cela implique, un groupe d'étudiants en médecine tente d'élucider ce mystère en se provoquant volontairement des courts arrêts cardiaques. Ces derniers les plongent dans l’expérience de mort imminente, et la répétition de ce processus les oblige à faire face à des choses auxquelles ils ne s'attendaient pas en se lançant dans cette folle expérience. Ombres, passé sombre ou bien encore phénomènes paranormaux sont au rendez-vous.

## Fiche technique
Sauf indication contraire, les informations mentionnées dans cette section peuvent être confirmées par la base de données cinématographiques IMDb,  présente dans la section « Liens externes ».
- Titre original : Flatliners
- Titre français : L'Expérience interdite : Flatliners
- Titre québécois : Lignes interdites
- Réalisation : Niels Arden Oplev
- Scénario : Ben Ripley, d'après les personnages créés par Stephen Susco

Collaboration au scénario : Peter Filardi
- Musique : Nathan Barr
- Direction artistique : Michaela Cheyne
- Décors : Niels Sejer et Mary Kirkland
- Costumes : Jenny Gering
- Photographie : Eric Kress
- Son : David Esparza, Paul Gosse
- Montage : Tom Elkins
- Production : Michael Douglas, Peter Safran  et Laurence Mark

Producteurs délégués : Michael Bederman, David Blackman, Robert Mitas, Brian Oliver et Hassan Taher
Coproducteurs délégués : Justin Ardalan-Raikes et Simon Fawcett
- Sociétés de production[2] : Columbia Pictures, Furthur Films, Cross Creek Pictures, Laurence Mark et The Safran Company
- Sociétés de distribution[2] : 
  - États-Unis : Columbia Pictures, Sony Pictures Releasing
  - France : Sony Pictures Releasing France
  - Belgique : Sony Pictures Releasing
- Budget : 19 millions de dollars[3]
- Pays d'origine :  États-Unis,  Canada
- Langue originale : anglais
- Format[4] : couleur (DeLuxe) / (Technicolor) - 2,39:1 (Cinémascope) - son Auro 11.1 (Auro-3D) | Dolby Atmos | DTS
- Genres : science-fiction, thriller, drame, épouvante-horreur
- Durée : 109 minutes
- Dates de sortie[5] :
  - États-Unis et Canada : 29 septembre 2017
  - France : 22 novembre 2017
- Classification[6] :
  -  États-Unis : PG-13 - Parents Strongly Cautioned  (Certaines scènes peuvent heurter les enfants de moins de 13 ans - Accord parental recommandé, film déconseillé aux moins de 13 ans)
  -  France : Interdit aux moins de 12 ans (visa d'exploitation no 147247 délivré le 30 octobre 2017)[7],[Note 1]

## Distribution

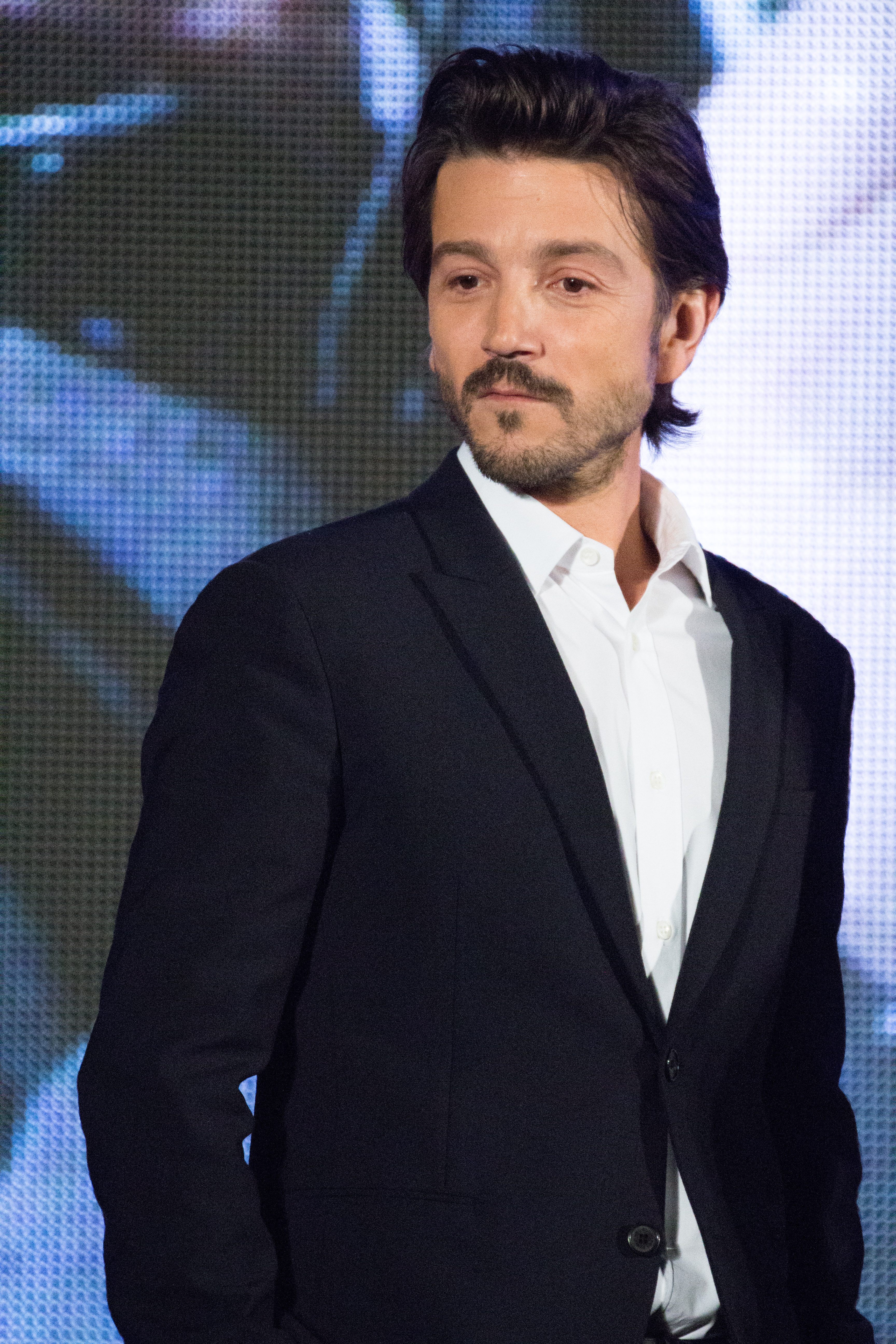
L'acteur principal Diego Luna, l'année de sortie du film.

- Elliot Page (VF : Jessica Monceau ; VQ : Annie Girard) : Courtney Holmes (crédité Ellen Page)
- Diego Luna (VF : Benjamin Pascal ; VQ : Renaud Paradis) : Ray
- Nina Dobrev (VF : Cécile d'Orlando) : Marlo
- James Norton (VF : Julien Allouf) : Jamie
- Kiersey Clemons (VF : Zina Khakhoulia) : Sophia Manning
- Kiefer Sutherland (VF : Patrick Béthune ; VQ : Alain Zouvi) : Dr Barry Wolfson
- Madison Brydges : Tessa
- Anna Arden : Alicia
- Jenny Raven : Irina Wong
- Beau Mirchoff : Brad
- Wendy Raquel Robinson (VF : Pascale Vital) : Mme Manning, la mère de Sophia
- Charlotte McKinney : la jeune fille en vélo
- Natasha Bromfield (VF : Virginie Emane) : une infirmière
- Jimi Shlag (VF : Jean-Marc Charrier) : le patient robuste

 Source et légende : version française (VF) sur RS Doublage
 Source et légende : version québécoise (VQ) sur Doublage.qc.ca

## Production

### Genèse et développement
En octobre 2015, il est annoncé qu'un remake de L'Expérience interdite (1990) de Joel Schumacher est envisagé. Le Danois Niels Arden Oplev est rapidement annoncé comme réalisateur. Tout comme le film original, celui-ci est produit par l'acteur Michael Douglas. Courant 2016, Kiefer Sutherland, acteur principal du premier film, révèle que le film n'est finalement pas un remake mais une suite,.

### Attribution des rôles
Dès octobre 2015, Elliot Page est attaché au projet. Elle est rejoint par Diego Luna en février 2016, et par Nina Dobrev en avril. En mai 2016, Kiersey Clemons et James Norton rejoignent à leur tour la distribution,.
En juillet 2016, Kiefer Sutherland, tête d'affiche du premier film, est confirmé pour reprendre son rôle. Charlotte McKinney décroche un rôle le même mois.

### Tournage
Le tournage a lieu en Ontario (notamment à Toronto et Oakville).

## Accueil

### Box-office
| Pays ou région                     | Box-office                  | Date d'arrêt du box-office               | Nombre de semaines |
| ---------------------------------- | --------------------------- | ---------------------------------------- | ------------------ |
| États-Unis / Canada (1er week-end) | 6 574 326 $                 | du 29 septembre 2017 au 1er octobre 2017 | -                  |
| États-Unis Canada                  | 16 883 115 $                | 23 novembre 2017                         | 8                  |
| France                             | 2 537 402 $ 300 528 entrées | 17 décembre 2017                         | 4                  |
| Paris                              | 63 844 entrées              | 17 décembre 2017                         | 4                  |
| Total hors États-Unis              | 28 275 139 $                | 31 décembre 2017                         | 14                 |
| Total mondial                      | 45 158 254 $                | 31 décembre 2017                         | 14                 |

## Distinctions
En 2018, L'Expérience interdite : Flatliners a été sélectionné 5 fois dans diverses catégories et a remporté 1 récompense.

### Récompenses
- Golden Trailer Awards 2018 : Golden Trailer de la meilleure affiche d'un thriller pour Sony et Concept Arts Studios.

### Nominations
- Golden Trailer Awards 2018 : 
  - Toison d'Or du Spot TV pour Sony Pictures Home et Buddha Jones
  - Meilleur trailer pour un long métrage pour Sony Pictures Home et BOND
- Young Artist Awards 2018 : Meilleur second rôle féminin dans un film pour Madison Brydges
- Young Entertainer Awards 2018 : Meilleure jeune actrice dans un second rôle - Long métrage pour Madison Brydges

## Suite ou remake?
Une scène coupée au montage révèle que le personnage du Dr Barry Wolfson incarné par Kiefer Sutherland s'appelle en réalité Nelson Wright (son personnage du premier film),.